# Marland Whaley
Marland Whaley   (San Diego, 3 de juliol de 1958 - Montana, 27 de juny de 2019) fou un pilot de trial nord-americà. A final dels anys 70 va ser un dels competidors destacats del Campionat del Món de trial, competició en què s'inicià el 1973 tot disputant el Trial de Sant Llorenç, després d'haver guanyat el Trial de España a Califòrnia.
Whaley fou, juntament amb el també californià Bernie Schreiber, un dels únics pilots nord-americans que competien en el Campionat del Món de trial. A banda, va ser cinc vegades Campió dels EUA (1975-77 i 1979-80). El 27 de juny de 2019, Whaley es va morir d'un atac de cor.

## Palmarès
| Any          | Motocicleta  | Campionat del Món | Campionat dels EUA |
| ------------ | ------------ | ----------------- | ------------------ |
| 1973         | Montesa      | -                 |                    |
| 1974         | Montesa      | -                 |                    |
| 1975         | Honda        | -                 | 1r                 |
| 1976         | Honda        | -                 | 1r                 |
| 1977         | Honda        | 10è               | 1r                 |
| 1978         | Montesa      | 16è               |                    |
| 1979         | Montesa      | 9è                | 1r                 |
| 1980         | Montesa      | -                 | 1r                 |
| Total títols | Total títols | 0                 | 5                  |

Notes
1. ↑  Fins al 1974 el Campionat era d'Europa, i a partir de 1975 va passar a anomenar-se Campionat del Món
2. ↑  Al total de títols s'hi compten tots els campionats estatals o internacionals guanyats